# 柔蛭科
柔蛭科（學名：Praobdellidae）为无吻蛭目的一个科。

## 词源
科名得名于模式属名，由“温和”（羅馬化：prâos）和“水蛭”（羅馬化：bdélla）构成。

## 下级分类
本科包括以下属：
- 鼻蛭属 Dinobdella Moore, 1927
- 沼蛭属 Limnatis Moquin-Tandon, 1827
- 近柔蛭属 Parapraobdella Phillips, Oosthuizen & Siddall, 2011
- 柔蛭属 Praobdella Blanchard, 1896
- 暴蛭属 Tyrannobdella Phillips et al., 2010